# Amblygobius
Amblygobius là một chi cá biển thuộc phân họ Gobiinae của họ Cá bống trắng. Chi này được lập bởi Pieter Bleeker vào năm 1874.

## Từ nguyên
Tên chi được ghép bởi hai âm tiết trong tiếng Hy Lạp cổ đại: amblús (ἀμβλύς; “cùn, lụt”) và kōbiós (κωβιός; “cá bống”), hàm ý đề cập đến phần đầu dẹt và nhô ra của A. sphynx.

## Các loài
Chi này hiện hành có các loài sau đây được ghi nhận:
- Amblygobius albimaculatus (Rüppell, 1830)
- Amblygobius buanensis Herre, 1927
- Amblygobius bynoensis (Richardson, 1844)
- Amblygobius calvatus Allen & Erdmann, 2016[3]
- Amblygobius cheraphilus Allen & Erdmann, 2016[3]
- Amblygobius decussatus (Bleeker, 1855)
- Amblygobius esakiae Herre, 1939
- Amblygobius linki Herre, 1927
- Amblygobius nocturnus (Herre, 1945)
- Amblygobius phalaena (Valenciennes, 1837)
- Amblygobius semicinctus (Bennett, 1833)
- Amblygobius sewardii (Playfair, 1867)
- Amblygobius sphynx (Valenciennes, 1837)
- Amblygobius stethophthalmus (Bleeker, 1851)
- Amblygobius tekomaji (J. L. B. Smith, 1959)

## Phân loại
Chi Amblygobius được chia thành hai nhóm dựa trên hình dáng tổng thể và kiểu hình vảy cá. Phần lớn các loài đều có thân to lớn (dài khoảng 15 cm), đặc trưng bởi sự hiện diện của vảy lược trên hầu hết cơ thể, cũng như vảy lược ở phần lưng trước, hai bên gáy và phần trên của nắp mang. Ngược lại, A. nocturnus là một loài nhỏ hơn (thường chỉ khoảng 6–7 cm) và không có vảy lược ở những vị trí kể trên. Ba loài khác cũng mang đặc điểm này như A. nocturnus là A. calvatus, A. esakiae và A. cheraphilus.

## Sinh thái
Amblygobius sống thành cặp đơn phối ngẫu, như đã được ghi nhận ở A. bynoensis và A. phalaena. Cá đực chăm sóc trứng.